# Kammerforst (Rhénanie-Palatinat)
Pour les articles homonymes, voir Kammerforst.
Kammerforst est une municipalité de la Verbandsgemeinde de Höhr-Grenzhausen, dans l'arrondissement de Westerwald, en Rhénanie-Palatinat, dans l'ouest de l'Allemagne.